# Wasserburg Bubenhofen
Die Wasserburg Bubenhofen ist eine abgegangene Wasserburg an der Einmündung des Süßenbachs in die Stunzach im „Bubenhofener Tal“ (Weiler Bubenhofen) 1800 Meter östlich der Stadt Rosenfeld im Zollernalbkreis in Baden-Württemberg.
Die Burg war Sitz der Herren von Bubenhofen (Lehensleute der Herren von Zimmern), einem schon seit 1190 nachweisbaren schwäbischen Adelsgeschlecht, das seit 1254 im Bubenhofener Tal belegt ist, im 14. Jahrhundert abwanderte, zu großer Bedeutung aufstieg, im 15. Jahrhundert das reichste Rittergeschlecht der weiteren Umgebung war und im 19. Jahrhundert ausstarb. Weiter waren die Herren von Bubenhofen in der Umgebung im Besitz der Burgen Tiefenberg und Untreues Ziel.
Der Burgstall zeigt noch Geländespuren und ist Standort der Bushaltestelle „Burg“.